# アルベルティーナ・フリーデリケ・フォン・バーデン＝ドゥルラハ
アルベルティーナ・フリーデリケ・フォン・バーデン＝ドゥルラハ（ドイツ語：Albertina Friederike von Baden-Durlach, 1682年7月3日 - 1755年12月22日）は、バーデン＝ドゥルラハ辺境伯フリードリヒ7世マグヌスとアウグスタ・マリー・フォン・シュレースヴィヒ＝ホルシュタイン＝ゴットルプの娘。クリスティアン・アウグスト・フォン・シュレースヴィヒ＝ホルシュタイン＝ゴットルプの妃となった。

## 生涯
1704年9月2日にオイティン公クリスティアン・アウグスト・フォン・シュレースヴィヒ＝ホルシュタイン＝ゴットルプと結婚した。
1726年に夫が死去し、長男カール・アウグストが領地を継承した。その1年後にカール・アウグストが嗣子なく死去し、末男アドルフ・フリードリヒが領地を継承した。アドルフ・フリードリヒは未成年であったが、「母親の支援と指導のもと」統治することを許可された。また、アルベルティーナ・フリーデリケはアドルフ・フリードリヒに収入を確保するために、ステンドルフ、メンヒ＝ネヴァースドルフおよびレンツァーンの領地をアドルフ・フリードリヒに与えた。
アルベルティーナ・フリーデリケは、父方の祖母であるクリスティーネ・マグダレーナ・フォン・プファルツ＝ツヴァイブリュッケン＝クレーブルク（スウェーデン王カール10世の妹）を通してスウェーデン王家の血を引いており、そのため1743年に息子アドルフ・フリードリヒがスウェーデン王位継承者に選出された。

## 子女
- ヘートヴィヒ・ソフィー（1705年10月9日 - 1764年10月4日） - 1750年からヘルフォルトの女子修道院長
- カール・アウグスト（1706年 - 1727年） - リューベック司教
- フリーデリケ・アマーリア（1708年1月12日 - 1782年1月31日） - クヴェードリンブルクの修道女
- アンネ（1709年1月3日 - 1758年2月2日） - ザクセン＝ゴータ＝アルテンブルク公フリードリヒ2世の息子ヴィルヘルムと結婚
- アドルフ・フリードリヒ（1710年 - 1770年） - スウェーデン王
- フリードリヒ・アウグスト（1711年 - 1785年） - オルデンブルク公
- ヨハンナ・エリーザベト（1712年 - 1760年） - アンハルト＝ツェルプスト侯クリスティアン・アウグストと結婚、ロシア女帝エカチェリーナ2世の母親
- フリーデリケ・ゾフィー（1713年）
- ヴィルヘルム・クリスティアン（1716年9月20日 - 1719年6月26日）
- フリードリヒ・コンラート（1718年3月12日 - 1319年）
- ゲオルク・ルートヴィヒ（1719年 - 1763年）